# Société suisse de médecine interne générale
La Société suisse de médecine interne générale (SSMIG) est une société de discipline médicale de Suisse. Fondée le 17 décembre 2015, elle est issue de la fusion de la Société suisse de médecine interne générale (SSMI) et de la Société suisse de médecine générale (SSMG). En tant qu’association au sens de l’art. 60 ss CC la SSMIG, qui compte plus de 7 500 membres.

## Objectifs
La SSMIG veut s'engager pour d’une médecine interne générale (MIG) intégrative, performante et orientée vers le patient et s’occupe, dans ce domaine, de promouvoir la relève en médecins spécialistes. La SSMIG se voit comme une représentante auprès du monde politique et des autorités chargées des soins de santé. Le mot d’ordre de la SSMIG est le suivant : « La médecine pour l’individu dans sa globalité ». L’association poursuit notamment les objectifs suivants :
- constitution d’un réseau pour la médecine interne générale en Suisse ;
- promotion de la relève ;
- organisation de congrès ;
- gestion du titre de spécialiste en médecine interne générale et de l’accréditation des formations continues essentielles de MIG ;
- promotion de la science et de la recherche à travers une collaboration avec les instituts pour la médecine de premier recours et les facultés de médecine des universités suisses ;
- contributions financières des fondations de la SSMIG à des projets scientifiques concrets ;
- assurance de la qualité et représentation dans la fixation des tarifs dans le cadre du système SwissDRG ;
- sensibilisation du corps médical et de la population aux thèmes relatifs à la MIG.

Par ailleurs, la SSMIG collabore avec d’autres organisations, telles que les Jeunes médecins de famille suisses (JHaS), les Swiss Young Internists (SYI) et l’organisation professionnelle des Médecins de famille et de l’enfance Suisse (MFE).

## Histoire
La SSMIG est issue de la fusion de la Société suisse de médecine interne générale (SSMI ; jusqu'au 2008 Société suisse de médecine interne) et de la Société suisse de médecine générale (SSMG). La fusion des deux associations professionnelles en date du 17 décembre 2015 a donné naissance à la plus grande société de discipline médicale de Suisse. L'assemblée constitutive a été entériné le 17 décembre 2015 à Berne, au Yehudi Menuhin Forum, à l’occasion de l’assemblée constituante. La fusion devait permettre de mieux positionner la MIG auprès des différents acteurs et autorités chargés des soins de santé.

## Campagnes

### smarter medicine
En 2014, la SSMI, organisation devancière de la SSMIG, a été la première société de discipline médicale en Suisse à élaborer et à publier une liste « Top 5 » de cinq mesures médicales dans le secteur ambulatoire pour lesquelles on constate actuellement une surabondance de soins ou une pénurie sanitaire. Elle a dès lors lancé la campagne Smarter Medicine, inspirée de l’initiative américaine Choosing Wisely.
En 2016, la SSMIG a présenté au public une liste additionnelle de cinq recommandations dans le secteur stationnaire. La même année, la SSMIG a décidé de créer une association faîtière avec l’ASSM, à laquelle devraient participer les organisations de patients et de consommateurs ainsi que les associations des professions de santé non médicales. Parallèlement, l’association souhaitait également fédérer toutes les initiatives Choosing Wisely existantes en Suisse. L’association Smarter Medicine – Choosing Wisely Switzerland a été créée dans cette optique le 12 juin 2017.
Le 17 avril 2018, l’Académie suisse pour la qualité en médecine (ASQM) a décerné à la SSMIG le prix Innovation Qualité dans la catégorie organisations médicales pour les efforts déployés dans le cadre de la campagne Smarter Medicine.

### Médecin. Tous les autres sont spécialistes.
Le 7 mars 2018, la SSMIG a lancé sa campagne de relève intitulée : « Médecin. Tous les autres ne sont que spécialistes ». Cette campagne ciblait principalement les étudiants en médecine et cherchait à les convaincre de s’engager dans une formation postgraduée dans le cadre de la MIG.

## Prix
La SSMIG et la SGAIM Foundation décerne les prix suivants :
- le prix scientifique de la SGAIM Foundation pour la promotion de l’enseignement et de la recherche dans le domaine de la médecine interne générale (doté de 50 000 francs suisses)[13] ;
- le prix SSMIG récompense chaque année le meilleur travail scientifique original (doté de 10 000 francs suisses)[14] ;
- le SGAIM Teaching Award est censé, dans le cadre du concept de promotion de la relève, mettre en évidence l’importante d’un enseignement de qualité dans la formation des étudiants et la formation postgraduée dans le domaine de la médecine interne générale (doté de 5 000 francs suisses)[15] ;
- le prix Viollier de promotion des travaux de recherche expérimentale ou clinique en lien avec la médecine de laboratoire est décerné sous le patronage de la SSMIG (doté de 10 000 francs suisses)[16].

## Congrès
Chaque année, la SSMIG organise son congrès de printemps, qui se tient invariablement au Congress Center de Bâle. Durant le congrès de la SSMIG, internistes et médecins de premier recours se forment trois jours durant dans le domaine de la médecine interne générale. L’assemblée générale de la SSMIG se tient chaque fois dans le cadre de ce congrès.
Depuis 2017, la SSMIG n’organise plus, à l’automne, qu’un seul congrès rassemblant les deux anciens événements, Swiss Familiy Docs (SFD) et Great Update (GU). Ce congrès s’adresse aux médecins spécialistes dans le domaine ambulatoire et hospitalier de la médecine interne générale.

## Présidence et comité
Co-présidence :
- Regula Capaul (2019–2021);
- Drahomir Aujesky  (2019–2021).

Les membres du comité (2019-2021) sont les co-présidents, Christoph Knoblauch, Idris Guessous, Romeo Providoli, Donato Tronnolone et Franziska Zogg.
Ancien présidents :
- Jean-Michel Gaspoz (2015–2018) ;
- François-Gérard Héritier (2015–2018).

Les membres du comité (2015-2018) étaient les co-présidents, Drahomir Aujesky, Regula Capaul, Romeo Providoli, Donato Tronnolone et Franziska Zogg.

## Organe de publication
L’organe officiel de la société de discipline médicale SSMIG est le magazine Primary and Hospital Care. La version imprimée du magazine paraît 12 fois par an.